# Jana Christianová

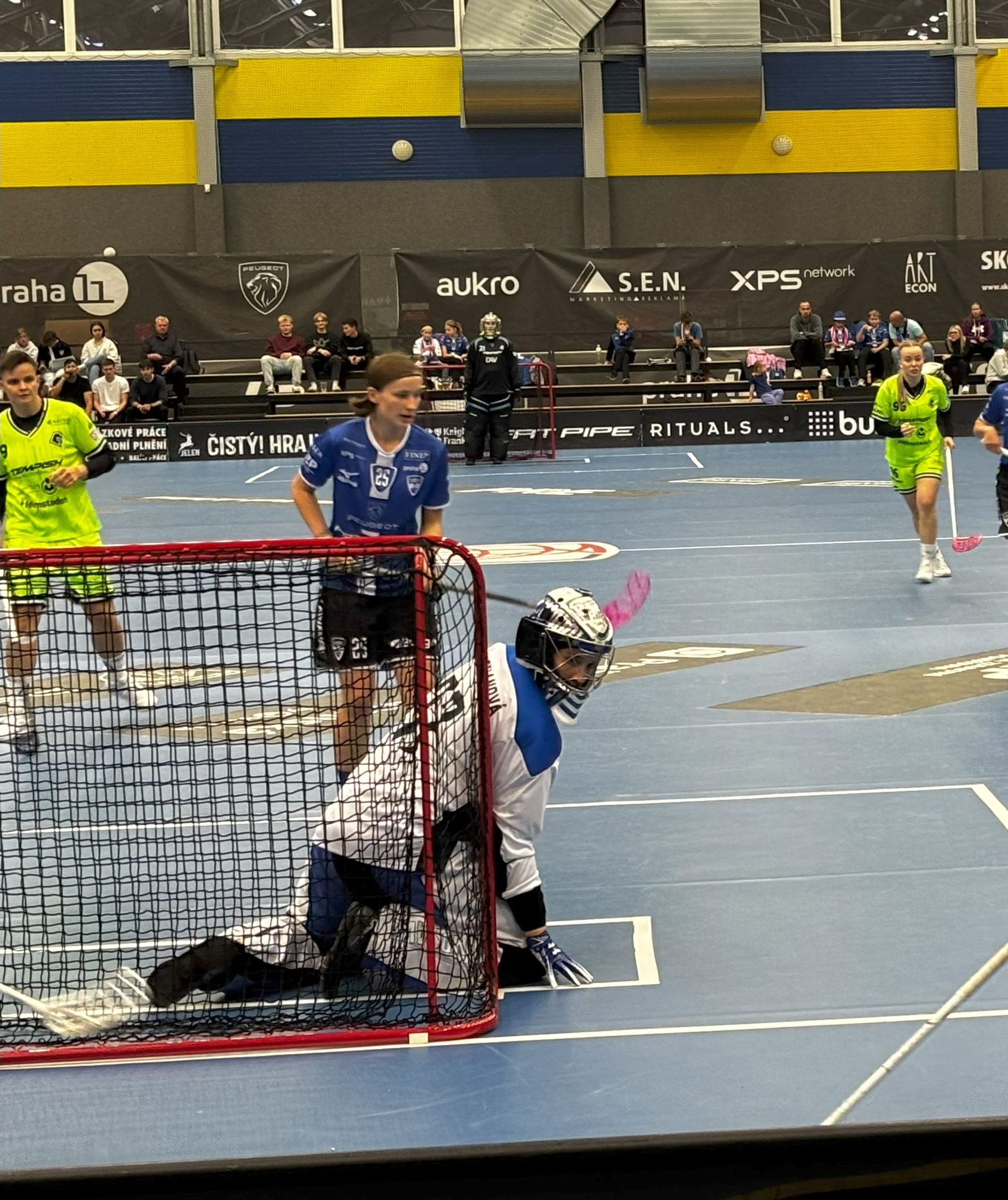
Jana Christianová chytající za Florbal Chodov v zápase proti 1. SC Vítkovice v sezóně 2024/2025 v Praze

Jana Christianová (* 16. února 1990) je jedna z nejlepších florbalových brankářek světa, reprezentantka, dvojnásobná bronzová medailistka z mistrovství světa a mistryně Švýcarska a Česka. V nejvyšších soutěžích Česka, Finska a Švýcarska chytá od roku 2006.

## Klubová kariéra
Christianová začínala s florbalem jako dítě v klubu FbŠ Bohemians. Za ten poprvé nastoupila k několika zápasům v Extralize v sezóně 2006/2007, ve které skončily na třetím místě. Pravidelně chytala až od dalšího ročníku, ve kterém získala vicemistrovský titul. V sezóně 2008/2009 přidala další bronz.
Po sezóně přestoupila do finské nejvyšší soutěže do týmu Porvoon Salibandyseura PSS. Po dalším roce se přesunula do švýcarské ligy do týmu Red Ants Rychenberg Winterthur. S nimi hned v první sezóně 2010/2011 získala švýcarský pohár i ligový titul, což ji vysloužilo titul nejlepší brankářky ve Švýcarsku i Česku. V Rychenbergu strávila ještě další sezónu.
V létě 2012 se vrátila do Bohemians, kde odehrála dvě sezóny. V obou skončily na konečném čtvrtém místě, po vyřazení od Herbadent SJM Praha 11 v semifinále. Po letní přípravě v roce 2014 v Bohemians pro rozpory s vedením skončila, ale klub ji neuvolnil, takže v další sezóně nehrála.
Od ročníku 2015/2016 se ke hraní vrátila a nastoupila na hostování do Herbadentu, se kterým hned získala svou další bronzovou medaili. V další sezóně vychytala týmu poslední mistrovský titul. V superfinále výhozem asistovala na jeden gól a byla vyhlášena nejlepší hráčkou Herbadentu. Ve třetím a posledním ročníku na Jižním městě získala další bronzovou medaili.
V létě 2018 přestoupila do klubu Florbal Chodov, se kterým v následujících čtyřech sezónách získala tři vicemistrovské tituly (a druhé druhé místo v nedohrané sezóně 2019/2020). V roce 2024 vychytala nulu ve svém prvním vitězném pohárovém finále. Na Chodově působí i jako marketingová manažerka.

## Reprezentační kariéra
Christianová reprezentovala na juniorských mistrovstvích v letech 2006 a 2008. Na prvním z nich byla zařazena do All Star týmu.
V roce 2009 na Euro Floorball Tour vychytala první remízu české ženské reprezentace  s Finskem v historii. Ve stejném roce se poprvé zúčastnila mistrovství světa. Na dalším šampionátu v roce 2011 výrazně přispěla k první ženské bronzové medaili a byla vybrána do All Star týmu jako nejlepší brankářka turnaje. Do All Star týmu se dostala i na mistrovství v roce 2013, přestože Češky medaili neobhájili. V roce 2015 v reprezentaci chyběla, protože v tomto roce nehrála v žádném klubu. Chytala ale na dalších třech šampionátech v letech 2017 až 2021, z toho na posledním byla potřetí zařazena do All Star týmu.
Na mistrovství v roce 2023, kde byla nejstarší hráčkou turnaje, vychytala druhý světový bronz. Společně s kapitánkou Eliškou Krupnovou jsou jediné hráčky, které mají obě české bronzové medaile. V tomto roce se stala nejdříve historicky nejstarší českou reprezentantkou a následně překonala Denisu Billou i jako nejdéle sloužící hráčku.
Se sedmi starty na mistrovstvích světa patří k českým hráčkám s nejvyšším počtem účastí.
| Umístění         | Soutěž                                                          |
| ---------------- | --------------------------------------------------------------- |
| 4.               | Mistrovství světa ve florbale žen do 19 let 2006 (All Star tým) |
| 5.               | Mistrovství světa ve florbale žen do 19 let 2008                |
| 4.               | Mistrovství světa ve florbale žen 2009                          |
| Bronzová medaile | Mistrovství světa ve florbale žen 2011 (All Star tým)           |
| 4.               | Mistrovství světa ve florbale žen 2013 (All Star tým)           |
| 4.               | Mistrovství světa ve florbale žen 2017                          |
| 4.               | Mistrovství světa ve florbale žen 2019                          |
| 4.               | Mistrovství světa ve florbale žen 2021 (All Star tým)           |
| Bronzová medaile | Mistrovství světa ve florbale žen 2023                          |

## Ocenění
V letech 2010, 2011, 2012, 2014, 2017, 2018, 2020, 2022, 2023 a 2024 byla vyhlášená za nejlepší českou florbalovou brankářku sezony, z toho v roce 2010 i nejlepší brankářkou Švýcarska. Deseti vítězstvími dorovnala Tomáše Kafku. Jako jediná brankářka v historii byla v roce 2012 zvolena nejlepší českou florbalistkou.
Na mistrovstvích světa v letech 2011, 2013 a 2021 byla zvolena nejlepší brankářkou těchto turnajů. Se třemi oceněními drží český rekord a dorovnala světový brankářský rekord Švýcarky Laury Tomatisové.
Švédským florbalovým serverem Innebandymagazinet byla za roky 2021 a 2022 vybrána za osmou respektive desátou nejlepší hráčku světa, v obou případech nejvýše umístěnou brankářku.